# CFIX-FM
CFIX-FM mieux connu sous le nom de Rouge FM 96,9 (anciennement RockDétente 96,9), est une station de radio québécoise située dans la ville de Saguenay diffusant à la fréquence 96,9 FM avec une puissance de 100 000 watts à partir du Mont-Valin. Elle appartient à Bell Media.
Elle fait partie du réseau Rouge FM qui comprend neuf stations à travers le Québec.

## Historique
Le 24 octobre 1986, CFIX-FM 97 Inc. (propriété 40 % de CJMT 1420 et 60 % de Telemedia Communications Inc.) a appliqué pour une station FM indépendante à Chicoutimi à la fréquence 96,9 MHz et une puissance de 92 400 watts, comme étant une station sœur de CJMT 1420 et partage les studios de cette dernière. CFIX-FM est entré en ondes le 31 juillet 1987 à partir du Mont-Valin, s'installant sur l'antenne appartenant à CJAB-FM. En 1989, Télémédia achète les parts restantes de la station sœur CJMT, station qui fut fermé le 30 septembre 1994 lors d'une fusion des stations AM entre Radiomutuel et Télémédia (voir Vendredi noir). CFIX-FM a rejoint le réseau RockDétente en 1992.
Télémédia fut acheté par Astral Media en 2002.
Le 10 novembre 2010, CFIX Rock Détente a congédié son animateur matinal Maxime Roberge après qu'il a écrit des propos dégradants à l'endroit de la chanteuse Cœur de pirate sur son compte personnel Twitter durant la remise de prix du gala de l'ADISQ.
Le 18 août 2011, le réseau RockDétente change de nom et devient Rouge FM.
Le 16 mars 2012, Bell Canada (BCE) annonce son intention de faire l'acquisition d'Astral Média, incluant le réseau Rouge FM, pour 3,38 milliards de dollars. La transaction a été refusée par le CRTC. Bell Canada a alors déposé une nouvelle demande le 4 mars 2013, qui a été approuvée le 27 juin 2013.

### Identité visuelle (logo)

Logo de Rock Détante de 2009 au 18 août 2011.
Logo de Rouge FM du 18 août 2011 au 14 août 2017
Logo de Rouge depuis le 14 août 2017

## Programmation
La programmation du 96,9 Rouge FM provient de Saguenay tous les jours de la semaine de 6 h à midi, et de 13 h à 17 h, ainsi que les week-ends de 6 h à 9 h et 11 h à 16 h.
Le reste de la programmation (retour à la maison, soirs et nuits) provient de Montréal, en réseau sur le réseau Rouge FM.

## Animateurs du 96,9 Rouge FM
- Vincent Desautels (La gang du matin)
- Marie-Ève Jean (La gang du matin)
- Jean-Michel Coté (La gang du matin et Vos hits du week-end)
- Katia Boivin (Rouge au travail)
- Joanie Chrétien (Vos hits du week-end)